# Viudita Moderna
Camila Alejandra Vargas Arteaga (Camiri, 21 de enero de 2000), conocida artísticamente como Viudita Moderna, es una música, compositora y artista boliviana. Abarca géneros diversos, que van desde trap hasta blues, reguetón, cumbia, rap, boleros y trash.

## Carrera
Desarrolló su talento musical a los 7 años en las iglesias evangélicas que frecuentaba con su abuela. Posteriormente, exploró el mundo de la música a través de la radio, aprendiendo y imitando canciones, lo que le permitió descubrir las capacidades de su voz. Tras cursar la carrera de Derecho en Sucre, participó activamente en eventos culturales, integrando el coro universitario. A los 19 años regresó a Santa Cruz de la Sierra, abandonando sus estudios legales para dedicarse profesionalmente a la música. Comenzó interpretando blues en micros y plazas, para luego explorar géneros como música urbana, trap, reguetón y soul, adentrándose en los "beats" y la grabación.
Durante su adolescencia, comenzó a adoptar un estilo gótico, caracterizado por el uso predominante del color negro en su vestimenta y maquillaje. En una ocasión, mientras caminaba por la plaza 24 de Septiembre, un comediante callejero la comparó con la figura popular de la "viudita", personaje presente en el imaginario cruceño, exclamando en tono humorístico: "¡Una viudita moderna!". La expresión provocó risas entre los presentes y, tras reflexionarlo, decidió apropiarse del apodo, el cual adoptó posteriormente como nombre artístico.
A sus 21 años colaboró con Vaccix en el lanzamiento de Ay Ay Ay, una canción que alcanzó 75 mil vistas en YouTube en solo una semana. Aunque la canción estaba inicialmente destinada a ser interpretada por Corona, Viudita Moderna se convirtió en la colaboradora principal.
En honor al día de la mujer boliviana, el 9 de octubre de 2021, se celebró el Festival de Música con M de Mujer en el teatro Meraki de Santa Cruz, donde destacó la participación de Viudita Moderna, junto a otros talentos como Las Majas, Vaccix, Lu de la Tower y Mariana Massiel, con el propósito de visibilizar el talento femenino en la industria musical.
En 2023 logró un hito al debutar en la tercera edición del festival Respira Bolivia, compartiendo escenario con destacados artistas del país. Más tarde, en noviembre, tuvo una participación destacada en los Bolivia Music Awards, donde recibió varias y ganó en la categoría de Mejor Reedición por su reinterpretación de La Gata bajo la Lluvia de la cantante mexicana Rocío Dúrcal. También estuvo nominada en las categorías de Artista Urbana del Año y Mejor Colaboración con su tema Cacería.
Durante 2024, formó parte de una colaboración con el cantante Gerónimo Sims en la canción Lágrimas, una pieza inspirada en géneros tradicionales como el bolero y el tango, con elementos de música andina. El videoclip fue rodado en la región de la Chiquitanía, como parte de una propuesta visual y sonora que buscaba reflejar la diversidad cultural de Bolivia. La colaboración surgió a partir de una iniciativa del productor Lacho, y fue destacada por su enfoque narrativo en torno a temas de desamor.

## Sencillos
1. Encamoutau (2020)
2. Dime que me quieres (2021)
3. Más de mi (2021)
4. Touch Me (2021)
5. Touch Me (VIP) (2021)
6. Ay, ay, ay (ft. Vaccix) (2021)
7. Plata (ft. Whitehouse) (2022)
8. Shining (ft. Ano7her & Lacho) (2022)
9. La gata bajo la lluvia (2023)
10. Tiger (2023)
11. Cacería (ft. Yetsy & Grecia Gon) (2023)
12. So Session 5 (2023)
13. TAC TAC (2024)
14. Lagrimas (ft. Gerónimo Sims)
15. Modo Asesina (2024)
16. First time (ft. Ledaye Music)

## Premios y nominaciones

### Bolivia Music Awards
| Año  | Categoría                        | Trabajo                | Resultado | Ref.   |
| ---- | -------------------------------- | ---------------------- | --------- | ------ |
| 2021 | Mejor Nueva Artista              | Ella misma             | Nominada  | [ 10 ] |
| 2023 | Reedición del año                | La Gata bajo la lluvia | Ganadora  | [ 8 ]  |
| 2023 | Mejor Colaboración               | Cacería                | Nominada  | [ 8 ]  |
| 2023 | Mejor Colaboración Internacional | Itachi                 | Nominada  | [ 8 ]  |
| 2023 | Mejor Artista Urbana             | Ella misma             | Nominada  | [ 8 ]  |
| 2024 | Mejor Colaboración               | Lágrimas               | Nominada  | [ 11 ] |